# غارنيت اللوتيشيوم والألومنيوم

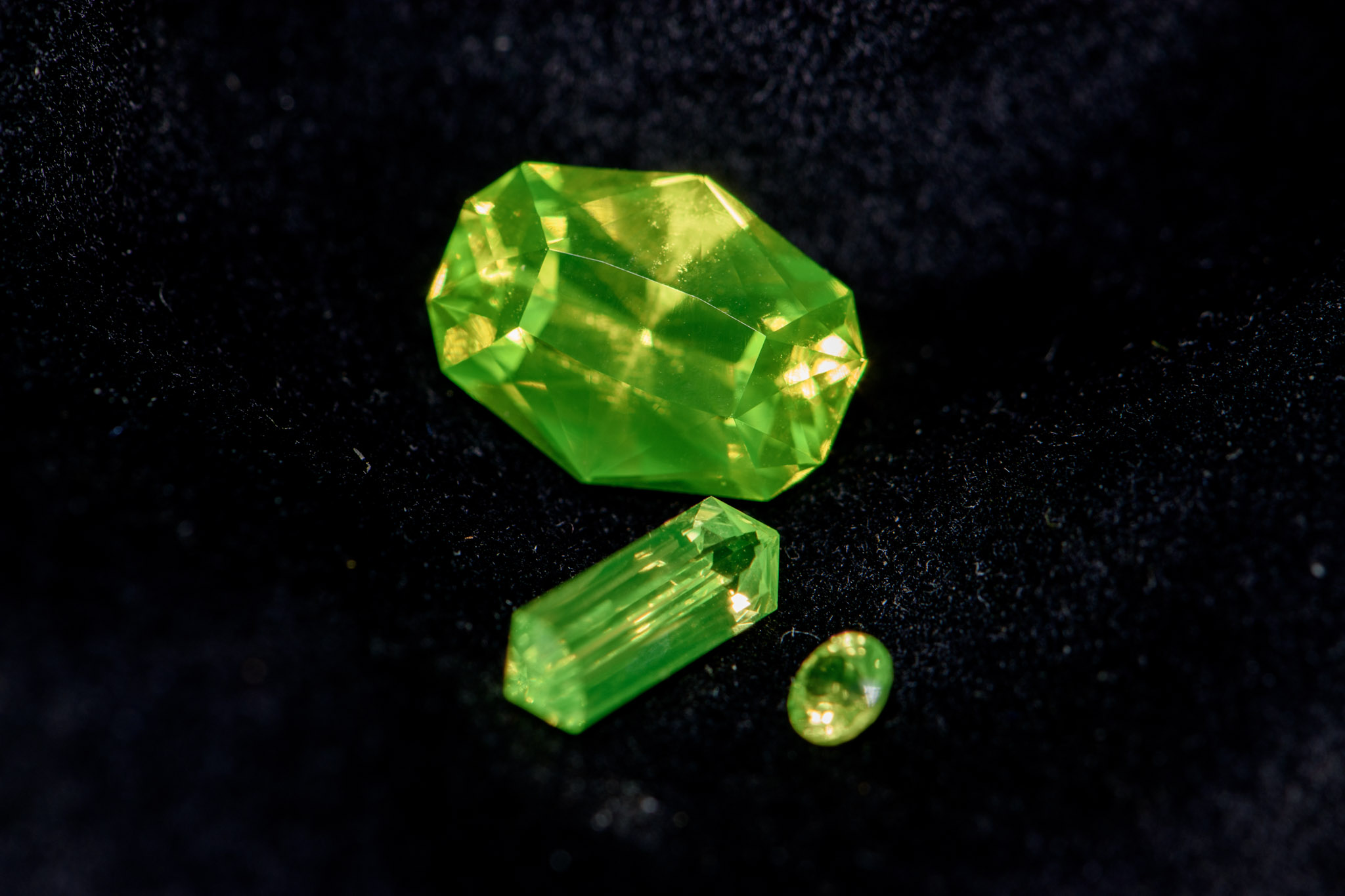
3 عينات من Ce:LuAG، كل منها مقطوعة كأحجار كريمة للاستخدام في المجوهرات. في حين أن LuAG لا يتم زراعته خصيصًا لتجارة الأحجار الكريمة، فإن القطع المتبقية ودفعات نمو البلورات الفاشلة يتم إعادة استخدامها أحيانًا في الأحجار الكريمة

غارنيت اللوتيشيوم والألومنيوم (يرمز له اختصاراً LuAG) أو بجادي اللوتيشيوم والألومنيوم[بحاجة لمصدر] هو مركب لاعضوي صيغته Al5Lu3O12.
| الصيغة الكيميائية | Al5Lu3O12        |
| ----------------- | ---------------- |
| البنية البلورية   | نظام بلوري مكعب  |
| الوزن الجزيئي     | 851.81 غ/مول     |
| الكثافة           | 6.71 غ/سم^3      |
| نقطة الانصهار     | 1980 ˚س          |
| الحرارة النوعية   | 0.419 جول/غ.كلفن |

اقترح استخدام هذا المركب كعدسة في الطباعة الحجرية المغموسة ذات معامل الانكسار العالي.